# Dorothee Piermont
Dorothee Piermont, née le 27 février 1943 à Strasbourg, est une femme politique allemande.
Membre de l'Alliance 90/Les Verts puis du Parti du socialisme démocratique, elle siège au Parlement européen de 1984 à 1987 et de 1989 à 1994.